# Kūrag
Kūrag (persiska: کورک, Kūrak, کورگ) är en ort i Iran.   Den ligger i provinsen Ilam, i den västra delen av landet, 500 km sydväst om huvudstaden Teheran. Kūrag ligger 1 277 meter över havet och antalet invånare är 250.
Terrängen runt Kūrag är huvudsakligen kuperad, men västerut är den bergig. Terrängen runt Kūrag sluttar söderut. Runt Kūrag är det ganska glesbefolkat, med 39 invånare per kvadratkilometer. Närmaste större samhälle är Sholeh Kosh, 4,9 km nordväst om Kūrag. Omgivningarna runt Kūrag är i huvudsak ett öppet busklandskap.